# Sussaba lativentris
Sussaba lativentris är en stekelart som beskrevs av Manukyan 1988. Sussaba lativentris ingår i släktet Sussaba och familjen brokparasitsteklar. Inga underarter finns listade i Catalogue of Life.